# Muraltia dumosa
Muraltia dumosa là một loài thực vật có hoa trong họ Polygalaceae. Loài này được DC. mô tả khoa học đầu tiên.